# Esteban González Rivera
Esteban González Rivera (Montes de Oca, San José, Costa Rica, 30 de enero de 1998) es un futbolista costarricense que juega como defensa en el Club Sport Uruguay de Coronado, de la Segunda División de Costa Rica.
González ha sido reconocido como un defensor completo, consistente y que tiene la capacidad de liderar a sus compañeros que comparten su posición.

## Trayectoria

### Inicios
Esteban González nació en Sabanilla, perteneciente al cantón de Montes de Oca, de la provincia josefina. Fue demostrando sus cualidades en las divisiones inferiores del Deportivo Saprissa, donde empezó en la Sub-15 y en diciembre de 2013 ganó la final del torneo de la categoría, tras vencer al equipo de San Carlos en el Estadio Carlos Ugalde. Los morados en la ida obtuvieron la victoria con cifras de 5-0, ventaja que mantuvieron a pesar de la derrota de 2-0 en la vuelta. Para progresar en el ámbito futbolístico, el jugador debió abandonar sus estudios en el colegio, llegó a la Sub-20 y el 4 de diciembre de 2016 se apropió del segundo lugar del certamen del alto rendimiento, tras perder la definición final por 1-2 contra el Cartaginés, en el Estadio "Coyella" Fonseca. 

### C.S. Uruguay de Coronado
El defensa firmó con el Uruguay de Coronado de la Segunda División a mediados de 2017. Tuvo su debut profesionalmente el 12 de agosto, por la cuarta fecha del Torneo de Apertura, donde completó la totalidad de los minutos frente a Curridabat en el empate 1-1 de local.

## Selección costarricense

### Categorías inferiores
El 31 de octubre de 2014, Luis Fernando Fallas, entrenador de la Selección Sub-17 de Costa Rica, dio en conferencia de prensa la lista de 18 futbolistas que participarían en la Eliminatoria Centroamericana previa al Campeonato de Concacaf del año siguiente; en su nómina destacó la integración de Esteban González. El 4 de noviembre fue la primera fecha de la triangular, en la cual su nación enfrentó al combinado de Belice en el Estadio Edgardo Baltodano. En esa oportunidad, el defensa fungió en la titularidad, y a pesar de iniciar perdiendo desde el primer minuto de partido, su selección logró dar vuelta el resultado y triunfar con cifras de 3-1. Cuatro días posteriores fue el encuentro ante El Salvador en el mismo escenario deportivo. El jugador alcanzó la totalidad de los minutos y la victoria de 2-1 aseguró el liderato del grupo A con 6 puntos y el pase directo a la competencia continental.
El 31 de enero de 2015, Marcelo Herrera, nuevo técnico de la Selección Sub-17 de Costa Rica, anunció el llamado de sus jugadores para hacer frente a la edición XLI de la Copa del Atlántico, tradicionalmente llevada a cabo en la Gran Canaria de España. Esteban fue considerado en esta lista. El 3 de febrero se dio el primer partido ante el combinado español, en el cual González fue titular los 90 minutos en la pérdida de 3-0. De igual manera, el segundo juego culminó en derrota, siendo esta vez con marcador de 2-0 contra Portugal. El defensa completó la totalidad de los minutos. El último cotejo finalizó en empate a dos tantos, frente a la Selección de Canarias en el Estadio Alfonso Silva. De acuerdo con los resultados obtenidos por su país, los costarricenses finalizaron en el cuarto puesto del torneo.
Bajo la dirección técnica del argentino Marcelo Herrera, la categoría costarricense enfrentó el Campeonato Sub-17 de la Concacaf de 2015, competencia que se realizó en territorio hondureño. El 28 de febrero fue la primera fecha contra Santa Lucía en el Estadio Olímpico Metropolitano. Mediante los dobletes de sus compañeros Andy Reyes y Kevin Masis, su nación triunfó con cifras de goleada 0-4. La segunda jornada del torneo del área se efectuó el 3 de marzo ante Canadá, en el mismo escenario deportivo. El marcador concluyó en pérdida de 2-3. Tres días después su país volvería a ganar, siendo esta vez con resultado de 4-1 sobre Haití. El 9 de marzo se dio un triunfo 2-0 contra Panamá y tres días posteriores el empate a un tanto frente al combinado de México. Con este rendimiento, los costarricenses se ubicaron en la zona de repechaje y el 15 de marzo se llevó a cabo el compromiso por esta definición en el Estadio Francisco Morazán, donde su conjunto tuvo como adversario a Canadá. La victoria de 3-0 adjudicó la clasificación de su selección al Mundial Sub-17 que tomaría lugar ese mismo año.
El director técnico de la selección Marcelo Herrera, dio la lista de convocados para el Campeonato Mundial de 2015, desarrollado en Chile. Anteriormente, su país enfrentó partidos amistosos contra conjuntos argentinos y el 6 de agosto se dio a conocer que estaría en el grupo E. El primer encuentro se realizó el 19 de octubre en el Estadio Municipal de Concepción frente a Sudáfrica; sus compañeros Kevin Masis y Andy Reyes anotaron para el triunfo de 2-1, mientras que Esteban fue titular los 90 minutos. Tres días después, su país tuvo el segundo cotejo contra Rusia en el mismo escenario deportivo; el empate a un gol prevaleció hasta el final. El 25 de octubre fue el último partido de la fase de grupos ante Corea del Norte en el Estadio Regional de Chinquihue; el marcador fue con derrota de 1-2. Según los resultados obtenidos en esta etapa, su país alcanzó el segundo lugar con 4 puntos y con esto, el pase a la ronda eliminatoria. El 29 de octubre se efectuó el juego de los octavos de final de la competencia, donde su selección enfrentó a Francia. Esteban no tuvo acción por acumulación de tarjetas amarillas y la igualdad sin anotaciones provocó que esta serie se llevara a los lanzamientos desde el punto de penal, en la cual el 3-5 favoreció a los costarricenses, y logrando así su primera clasificación a cuartos de final desde que se estableció el actual formato. El 2 de noviembre se llevó a cabo el encuentro contra Bélgica, en el que su combinado perdió con marcador de 1-0, quedando eliminado.
Desde el 19 de enero de 2016, el defensa por la izquierda fue considerado en la nómina del director técnico Marcelo Herrera, para disputar una serie de amistosos con la Selección Sub-20 en España. El 21 de marzo fue el primer encuentro ante el Marbella F.C. en el Estadio José Burgos. El futbolista fue titular en la victoria de 5-0, con goles de sus compañeros Ariel Zapata, John Lara, Marvin Loría y Jimmy Marín, quien hizo doblete. Dos días después, los costarricenses efectuaron su segundo compromiso, teniendo como adversario el combinado de Catar en el Estadio La Cala en Málaga. El jugador apareció en el once inicial en la derrota de 2-0. El 24 de marzo se desarrolló el tercer cotejo frente al Estepona, partido en el cual inició en el banquillo, mientras que su conjunto triunfó con marcador de 2-0. Tres días posteriores, su selección salió con una pérdida de 1-0 contra el Þróttur Reykjavík de Islandia. El 28 de marzo fue el último juego, como titular en la goleada de 6-1 sobre el filial del Málaga. Los dobletes de Marvin Loría y de Suhander Zúñiga, sumado a las otras anotaciones de Flavio Fonseca y Kevin Masís, fueron los que marcaron la diferencia en el resultado. Con esto los Ticos finalizaron su preparación en territorio español.
El 3 de mayo de 2016, González fue partícipe en la derrota 1-3 de su país frente a Honduras, en el Complejo Deportivo Fedefutbol-Plycem. En este juego amistoso, su compañero Luis Hernández hizo el único gol de su nación al minuto 72'. Dos días después fue el segundo compromiso, de nuevo contra los hondureños. El futbolista apareció como titular y el resultado fue de igualdad a dos tantos.
El 27 de junio de 2016, la escuadra Sub-20 costarricense viajó a Estados Unidos para llevar a cabo la participación en una cuadrangular en Carson, California. El entrenador Herrera dio la nómina de convocados donde González se encontró en la misma. Dos días después se desarrolló el primer compromiso frente los estadounidenses en el Glenn "Mooch" Myernick Field, en el cual el futbolista empezó como suplente, pero entró de cambio por Yostin Salinas, en la pérdida de 2-0. El 1 de julio se efectuó el partido ante Japón que culminó en derrota de 3-0. Esteban fue titular en este cotejo. En el último encuentro contra Panamá, el defensor nuevamente fungió en la estelaridad en el empate sin anotaciones. En la tabla de posiciones, los costarricenses quedaron en el último sitio con solo un punto.
El defensor fue llamado por el entrenador Marcelo Herrera para la incorporación a los entrenamientos con la Selección Sub-20 de Costa Rica. Su combinado posteriormente viajó a Valencia, España, para la edición XXXIII del Torneo Internacional COTIF. Esteban González debutó como titular, en el partido de inauguración de la competencia, el 24 de julio de 2016 contra el conjunto de México. Las dos escuadras de la misma confederación mostraron conservadurismo en su juego, lo que influyó en el marcador para que terminara empatado sin anotaciones. Tres días después, su país tenía como rival a Marruecos. Sin embargo, por incomparecencia de los marroquíes, estos debieron retirarse del evento deportivo y el reglamento favoreció a los costarricenses en otorgarles la victoria de 3-0. Como reposición del juego, la Tricolor tuvo como adversario al colegio Salesiano Don Bosco de Valencia en un enfrentamiento de carácter amistoso. El jugador estuvo en el once estelar y sus compañeros Luis Hernández y Gerson Torres anotaron para el triunfo de 2-0. En el tercer encuentro realizado el 30 de julio, su selección hizo frente a Argentina. Esteban tuvo participación por 59 minutos y el resultado finalizó en pérdida de 1-0. El último cotejo se disputó el 1 de agosto contra Catar, donde los desaciertos en los pases de los dos países repercutieron en el buen accionar del partido. Una nueva pérdida de 2-0 dejó a los costarricenses fuera de la zona de semifinales, tras obtener la ubicación en el cuarto puesto del grupo B con cuatro puntos. Una vez terminada la competencia, los seleccionados viajaron a Madrid y entrenaron en el Complejo Deportivo Valdebebas, campo de concentración del equipo Real Madrid. Fueron recibidos por el guardameta Keylor Navas y tuvieron dos amistosos ante el Deni FC de Alicante y Venezuela, juegos que concluyeron con victoria de 2-1 y derrota de 1-0, respectivamente.
El 11 de agosto de 2016, el futbolista fue tomado en consideración en el fogueo internacional contra el combinado de Japón, como parte de la gira en el continente asiático. El resultado fue de 1-0 a favor de los costarricenses, con gol de su compañero Brayan Rojas al minuto 14'. Por otra parte, González quedó en la suplencia. Un día después se desarrolló el segundo partido, ante Eslovaquia en el Shizuoka Ashitaka Athletic Stadium, de territorio japonés. En esta oportunidad, el jugador fue titular y su conjunto perdió con cifras de 2-0. El defensa volvió a formar parte del banquillo, en el último cotejo desarrollado el 14 de agosto en el Estadio Ecopa frente a la escuadra de Japón, con la particularidad de su rival al poseer seleccionados de la ciudad de Shizuoka. No obstante, su país registró una nueva derrota, con marcador de 1-0. El 22 de agosto, la Federación Costarricense de Fútbol anunció dos nuevos amistosos más en condición de local, específicamente en el Complejo Deportivo Fedefutbol-Plycem contra Canadá. El primero de ellos se efectuó el 1 de septiembre, donde Esteban no apareció en la victoria de 2-1. Dos días después, el director técnico varió la nómina que utilizó ante los canadienses, para añadir la incorporación del jugador en el segundo cotejo. Se mostró como titular y sus compañeros Alonso Martínez y Andy Reyes marcaron los tantos para el triunfo de 2-0.
El representativo costarricense Sub-20, para el Campeonato de la Concacaf de 2017, se definió oficialmente el 10 de febrero. En la lista de convocados que dio el director técnico Marcelo Herrera se incluyó al defensor. El primer partido fue el 19 de febrero en el Estadio Ricardo Saprissa, donde su combinado enfrentó a El Salvador. En esta oportunidad, González fue titular con la dorsal «5», salió expulsado al minuto 83' por doble acumulación de tarjetas amarillas y el resultado concluyó con la derrota inesperada de 0-1. La primera victoria de su país fue obtenida tres días después en el Estadio Nacional, con marcador de 1-0 sobre Trinidad y Tobago, y el anotador fue su compañero Randall Leal por medio de un tiro libre. El 25 de febrero, en el mismo escenario deportivo, la escuadra costarricense selló la clasificación a la siguiente ronda como segundo lugar tras vencer con cifras de 2-1 a Bermudas. El 1 de marzo, su conjunto perdió 2-1 contra Honduras, y dos días después empató a un tanto frente a Panamá. Con este rendimiento, la selección de Costa Rica quedó en el segundo puesto con solo un punto, el cual fue suficiente para el avance a la Copa Mundial que tomaría lugar en Corea del Sur. Estadísticamente, el defensor acumuló 173 minutos de acción en un total de dos juegos disputados, mientras que en dos veces fue suplente.
Durante la conferencia de prensa dada por el entrenador Marcelo Herrera, el 28 de abril, se hizo oficial el anuncio de los 21 futbolistas que tuvieron participación en la Copa Mundial Sub-20 de 2017 con sede en Corea del Sur. En la lista apareció el defensa Esteban González, siendo este su segundo torneo del mundo después de su actuación con la Sub-17 en 2015.
Previo al certamen, su nación realizó encuentros amistosos en territorio surcoreano. El primero de ellos se efectuó el 9 de mayo contra Arabia Saudita en el Estadio Uijeongbu, donde González apareció en el once inicial y los goles de sus compañeros Jonathan Martínez y Jimmy Marín fueron fundamentales en la victoria con cifras de 2-0. En el mismo escenario deportivo tuvo lugar el segundo cotejo, dos días después, de nuevo frente a los sauditas. En esta oportunidad, el defensa ingresó de cambio y su conjunto volvió a ganar, de manera ajustada 1-0 con anotación de Jostin Daly. El último fogueo fue el 15 de mayo ante Sudáfrica en el Eden Complex. El zaguero regresó a la titularidad, pero salió de relevo por Esteban Espinoza. Por otro lado, los Ticos perdieron con resultado de 1-2.
El compromiso que dio inicio con la competición para su país fue ejecutado el 21 de mayo en el Estadio Mundialista de Jeju, donde tuvo como contrincante a Irán. El defensa completó la totalidad de los minutos en la derrota inesperada de 1-0. En el mismo recinto deportivo se disputó el segundo juego contra Portugal, esto tres días después. Aunque su escuadra empezó con un marcador adverso, su compañero Jimmy Marín logró igualar las cifras, mediante un penal, para el empate definitivo a un tanto. La primera victoria para su grupo fue el 27 de mayo ante Zambia en el Estadio de Cheonan, de manera ajustada con resultado de 1-0 cuyo anotador fue Jostin Daly. El rendimiento mostrado por los costarricenses les permitió avanzar a la siguiente fase como mejor tercero del grupo C con cuatro puntos. El 31 de mayo fue el partido de los octavos de final frente a Inglaterra, en el Estadio Mundialista de Jeonju. Para este cotejo, su nación se vería superada con cifras de 2-1, insuficientes para trascender a la otra instancia. Por otra parte, el zaguero contabilizó 277 minutos de acción en cuatro apariciones.
El 29 de noviembre de 2017, González entró en la lista oficial de dieciocho jugadores del entrenador Marcelo Herrera, para enfrentar el torneo de fútbol masculino de los Juegos Centroamericanos, cuya sede fue en Managua, Nicaragua, con el representativo de Costa Rica Sub-21. Debutó como titular —con la dorsal «5»— y completó la totalidad de los minutos en el primer juego del 5 de diciembre, contra Panamá en el Estadio Nacional. El único tanto de su compañero Andy Reyes al 66' marcó la diferencia para el triunfo por 1-0. Para el compromiso de cuatro días después ante El Salvador, el defensa nuevamente sería de la partida mientras que el resultado se consumió empatado sin goles. Los costarricenses avanzaron a la etapa eliminatoria de la triangular siendo líderes con cuatro puntos. El 11 de diciembre apareció en el once inicial y jugó los 90 minutos en la victoria de su país 1-0 —anotación de Esteban Espinoza— sobre el anfitrión Nicaragua, esto por las semifinales del torneo. La única derrota de su grupo se dio el 13 de diciembre, por la final frente a Honduras (1-0), quedándose con la medalla de plata de la competencia.

### Participaciones en juveniles
En cursiva las competiciones no oficiales.
| Competición                                     | Sede           | Resultado        | Partidos | Goles |
| ----------------------------------------------- | -------------- | ---------------- | -------- | ----- |
| Eliminatoria Campeonato Sub-17 de Concacaf 2015 | Costa Rica     | Clasificado      | 2        | 0     |
| Copa del Atlántico 2015                         | España         | Cuarto lugar     | 3        | 0     |
| Campeonato Sub-17 de Concacaf 2015              | Honduras       | Clasificado      | 6        | 0     |
| Copa Mundial Sub-17 de 2015                     | Chile          | Cuartos de final | 4        | 0     |
| 2016 Under-20 Men’s NTC Invitational            | Estados Unidos | Cuarto lugar     | 3        | 0     |
| Torneo Internacional COTIF 2016                 | España         | Primera fase     | 3        | 0     |
| Campeonato Sub-20 de Concacaf 2017              | Costa Rica     | Clasificado      | 2        | 0     |
| Copa Mundial Sub-20 de 2017                     | Corea del Sur  | Octavos de final | 4        | 0     |
| Juegos Centroamericanos 2017                    | Nicaragua      | Subcampeón       | 4        | 0     |

## Clubes
| Club                     | País       | Año               |
| ------------------------ | ---------- | ----------------- |
| C.S. Uruguay de Coronado | Costa Rica | 2017 - Actualidad |